# Araiya pallida
Araiya pallida là một loài nhện trong họ Anyphaenidae.
Loài này thuộc chi Araiya. Araiya pallida được Albert Tullgren miêu tả năm 1902.